# プロジェクト・ワイルド
プロジェクト・ワイルド（Project Wild, PW）とは、野生生物とその生息環境に対する環境教育プログラム。
アメリカ合衆国のWRECC（西部地域環境教育協議会）と、WAFWA（西部地域魚類・野生生物局協会）が共同で、児童生徒を指導する立場の教育者向けに環境教育プログラムとして1980年から開発され、1983年に正式に公表。
日本では1999年に、財団法人公園緑地管理財団（現・公園財団）が人材養成事業の一環でこのプログラムを導入した。

## 資格
- エデュケーター（一般指導者）：エデュケーター養成講習会（受講資格は18歳以上）により取得できる。さらにエデュケーターを対象により高い実践力や自信を身につけるための「エデュケーター・フォローアップ講座」も開催している。
- ファシリテーター（上級指導者）：エデュケーターの資格を持ち、5年以上の環境教育指導経験を積んだ者がファシリテーター養成講習会を受講（年２回開催）
- サイエンス＆シビック ：「プロジェクト・ワイル ド サイエンス&シビックス」とよび、野生生物をテーマとする参加体験型の環境教育プログラム。「プロジェクト・ワイルド」で新たに開発されたカテゴリ。指導の対象年齢は中学生から高校生向けとなっている。これは自然科学（理科）の他に人文科学・社会科学（社会科）の両者のアプローチで中高生達が野生生物とその生息地について探求することに加え、社会体験学習にも重点をおいているのを特長としている。講座修了者は「プロジェクト・ワイルド　サイ エンス＆シビックス」の一般指導者（エデュケーター）として資格があたえられる。